# オーダー＝シュプレー郡
オーダー＝シュプレー郡 (ドイツ語: Landkreis Oder-Spree, 低地ソルブ語: Wokrejs Odra-Sprjewja) はドイツ、ブランデンブルク州東部の郡である。

## 地理
当郡は南部ではシュプレー＝ナイセ郡、南部及び南西部ではダーメ＝シュプレーヴァルト郡、西部ではベルリン、北部ではメルキッシュ＝オーダーラント郡、郡独立市であるフランクフルト (オーダー)、東部ではポーランドに接する。

## 歴史
当郡は1993年ブランデンブルク州郡改革の一環として、同年12月6日に、郡独立市であったアイゼンヒュッテンシュタット、アイゼンヒュッテンシュタット＝ラント郡、ベースコウ郡、フュルステンヴァルデ郡が合併し、成立した。
しかし当時、オーダー＝ナイセ郡内に1950年までのグーベン郡を再設置しようという声があり、これには都市アイゼンヒュッテンシュタット、アイゼンヒュッテンシュタット＝ラント郡、当時のグーベン郡の議会の決議、また1993年に違憲抗告があったが、ベルリンからポーランドに至る大規模な郡を設置するという目的に合致せず、実現しなかった。

## 人口動態
以下の表は、オーダー＝シュプレー郡の人口動態を示している（1990年は10月3日付、1991年からは12月31日付け）。数値は統計時の郡域によるものである（当郡成立以前の1990年から1992年の数値は、1993年12月6日領域に合わせた数値）。
| 年   | 人口    |
| ---- | ------- |
| 1990 | 193,753 |
| 1991 | 190,103 |
| 1992 | 186,878 |
| 1993 | 187,827 |
| 1994 | 188,986 |
| 1995 | 190,839 |
| 1996 | 193,006 |
| 1997 | 195,032 |
| 1998 | 196,655 |
| 1999 | 196,784 |

| 年   | 人口    |
| ---- | ------- |
| 2000 | 196,453 |
| 2001 | 195,670 |
| 2002 | 194,169 |
| 2003 | 193,062 |
| 2004 | 192,001 |
| 2005 | 190,728 |
| 2006 | 189,185 |
| 2007 | 188,035 |
| 2008 | 186,542 |
| 2009 | 185,062 |

| 年   | 人口    |
| ---- | ------- |
| 2010 | 183,859 |
| 2011 | 177,764 |
| 2012 | 177,047 |
| 2013 | 176,850 |

- 現在の郡域の人口動態と予測
- 1875年からの人口動態（領域は今日のもの）
- 人口動態予測
- 年齢構成予測

出典：ベルリン＝ブランデンブルク統計局、ブランデンブルク州建設交通局、ベルテルスマン財団による詳細なデータはWikimedia CommonsのPopulation Projection Brandenburg にある。

## 政治

### 郡長
- 1994–2002：ユルゲン・シュレーター (Jürgen Schröter, Bürgerverband Oder-Spree)
- 2002-：マンフレート・ツァレンガ (Manfred Zalenga, 無所属、2005年までSPD)

### 郡議会
2014年5月25日の郡議会選挙では、投票率は48.82%で、全56議席の配分は以下の通り。
| 政党/グループ                                                             | 議席 |
| ------------------------------------------------------------------------- | ---- |
| SPD                                                                       | 16   |
| DIE LINKE.                                                                | 12   |
| CDU                                                                       | 11   |
| Brandenburger Vereinigte Bürgerbewegungen/Freie Wähler (BVB/FREIE WÄHLER) | 3    |
| AfD                                                                       | 3    |
| GRÜNE/B90                                                                 | 3    |
| FDP                                                                       | 2    |
| NPD                                                                       | 2    |
| Bauern – Jäger – Angler (B-J-A)                                           | 2    |
| Bürgervereinigung Fürstenberg/Oder (BVFO)                                 | 1    |
| PIRATEN                                                                   | 1    |

GRÜNE/B90 と PIRATEN、B-J-A と FDP と BVFO は、各々、統一会派を形成している。

### 紋章
紋章は1996年2月23日に承認された。
紋章記述：「4分割され、上部前側は金地に赤の爪竿が2本交差し、上方には赤い六芒星が乗る、後側には黒地に斜め置かれた赤と銀の格子模様の桁、下部前側は赤字に縦方向に3つ並び、先端を外側に向けた大鎌の歯、後側は金地に5つの端部を持つシカの角」。
上部前側は金地に交差する赤い2本の爪竿は、レブース司教区に由来する。赤と銀の格子模様の桁は「シトー会の桁」で、ノイツェレ修道院とツィンナ修道院を表す。赤地の銀の大鎌の歯はシュトレーラ (Strehla) の領主、金地の赤い鹿の角はビーバーシュタイン家に由来する。
郡内のアムト、都市、町村の紋章についてはオーダー＝シュプレー郡の紋章を参照のこと。

## 経済
郡内の経済発展には3つの重点地点がある。ベルリンの周辺部ではベルリン人口産業集中地域と経済的に対抗している。
中心となるのは、アイゼンヒュッテンシュタットの鉄工業、鉄鋼産業、フュルステンヴァルデ/シュプレーの機械・設備工業、化学工業、ベースコウの木材加工、 また全域の農業、観光である。経済拠点であるアイゼンヒュッテンシュタットとフュルステンヴァルデは、ブランデンブルク州内に15ある地域成長拠点に含まれ、選定された将来性のある産業分野が特別な支援を受けている。
サイクリングロード網が広範に整備され、多くのツアー客が訪れる。オーダー＝シュプレー湖沼地帯は、多くのハイキング客を惹きつけている。この他の観光地には、なかでもバート・ザーロウの温泉、氷河期に形成された地形のシュラウベタール自然公園、ノイツェレ修道院がある。
郡内の失業率は2006年7月には14.9％で、失業者数は1万4,700に相当する。この割合は2006年6月には17％であったが、これらの数値はその半年前から数学的モデル上のみで算定されたものである。

## 交通

### 道路交通
連邦自動車道路A 12が当郡を東西に貫いている。ベルリン環状道路とフランクフルト (オーダー)近郊のポーランド国境を結んでいる。南北方向には、現在、ポーランド国境に沿ってオーダー＝ラウジッツ道路が建設されている。
| オーダー＝シュプレー郡内の自動車登録件数      | 2008   | 2009   | 2010   | 2011    | 2012    | 2013    | 2014    |
| --------------------------------------------- | ------ | ------ | ------ | ------- | ------- | ------- | ------- |
| 乗用車登録数（1月1日付）                      | 98 498 | 98 630 | 99 476 | 100 297 | 101 027 | 101 318 | 101 375 |
| 人口1,000人あたりの乗用車数（前年12月31日付） | 524    | 529    | 538    | 546     | 568     | 572     | 573     |

### 鉄道交通
郡内で最も重要な路線はベルリン－フランクフルト（オーダー）線である。DBレギオのレギオナルエクスプレス (RE) が通り、毎時2本がエルクナーとフュルステンヴァルデ/シュプレーに停車し、毎時1本がファングシュロイゼ、ハンゲルスベルク、ベルケンブリュック、ブリーゼン (マルク)、ヤーコプスドルフ (マルク)、ピルグラムに停車する。
この他の東西方向の鉄道幹線にはケーニヒス・ヴスターハウゼン-グルーノウ線がある。クンマースドルフ、シュトルコウ (マルク)、フーベルトゥスヘーエ (マルク) (Hubertushöhe (Mark)、ヴェンディッシュ・リーツ、リンデンベルク、ブーコウ、ベースコウ、エーゲルン (ニーダーラウジッツ) (Oegeln (Niederlausitz))、シュネーベルク、グルーノウ (ニーダーラウジッツ)、ミックスドルフ、ミュルローゼに ニーダーバルニム鉄道 (NEB) の列車が、毎時1本、週末は所により2時間おきで運行されている。
前記2線を結ぶのが、フュルステンヴァルデ-ベースコウ線である。しかし運行区間は一部のみで、フュルステンヴァルデ (シュプレー) (Fürstenwalde (Spree)) からフュルステンヴァルデ南 (Fürstenwalde Süd)、バート・ザーロウを経て、バート・ザーロウ総合病院 (Bad Saarow Klinikum) までである。NFBのレギオナルバーンが毎時1本運行されている。
郡内の東端を南北に走るのがコトブス-フランクフルト（オーダー）線である。DBレギオのレギオナルエクスプレスが毎時1本運運行され、フィンケンヘールト発電所、フィンケンヘールト、ヴィーゼナウ、ツィルテンドルフ、アイゼンヒュッテンシュタット、ノイツェレ、ヴェルミッツ、コッシェンに停車する。アイゼンヒュッテンシュタットからはこの他にベルリンへ直通するレギオナルエクスプレスが運行されている。

### その他の交通
河川水上交通では、オーダー川、シュプレー川、オーダー＝シュプレー運河、シュトルコウ運河がある。
飛行機のアクセスでは、ベルリンのテーゲル空港、シェーネフェルト空港がある。アイゼンヒュッテンシュタット近郊には、小型機のための「アイゼンヒュッテンシュタット飛行場 (Flugplatz Eisenhüttenstadt)」がある。

## 市町村
2003年地方自治体改編の後、郡には7都市を含む38町村があった。2014年にマードリッツ＝ヴィルマースドルフがブリーゼン (マルク)に編入され、合計は37となった。
カッコ内は2023年12月31日における人口である。
| 都市 ¹ アムト所属市 1. ベースコウ（8,272人） 2. アイゼンヒュッテンシュタット（24,447人） 3. エルクナー（12,008人） 4. フリートラント（2,985人） 5. フュルステンヴァルデ/シュプレー（32,763人） 6. ミュルローゼ¹（4,734人） 7. シュトルコウ (マルク)（9,491人） アムト非所属自治体 1. グリューンハイデ (マルク)（9,193人） 2. リーツ＝ノイエンドルフ（4,211人） 3. シェーンアイヒェ・バイ・ベルリン（13,145人） 4. シュタインヘーフェル（4,510人） 5. タウヘ（3,741人） 6. ヴォルタースドルフ（8,446人） |

アムト及び所属自治体

(アムト庁舎所在地*)
| 1. アムト・ブリースコウ＝フィンケンヘールト（7,475人） 1. ブリースコウ＝フィンケンヘールト*（2,331人） 2. グロース・リンドウ（1,717人） 3. フォーゲルザング（720人） 4. ヴィーゼナウ（1,230人） 5. ツィルテンドルフ（1,477人） 2. アムト・ノイツェレ（6,360人） 1. ラーヴィッツ（554人） 2. ナイセミュンデ（1,580人） 3. ノイツェレ*（4,226人） | 3. オーダーフォアラント（10,461人） 1. ベルケンブリュック（1,109人） 2. ブリーゼン (マルク)*（2,959人 3. ヤーコプスドルフ（1,883人） 4. アムト・シャルミュッツェルゼー（10,959人） 1. バート・ザーロウ*（6,546人） 2. ディーンスドルフ＝ラードロウ（580人） 3. ランゲヴァール（860人） 4. ライヒェンヴァルデ（1,295人） 5. ヴェンディッシュ・リーツ（1,678人） | 5. アムト・シュラウベタール（9,999人） 1. グルーノウ＝ダンメンドルフ（500人） 2. ミックスドルフ（908人） 3. ミュルローゼ、都市*（4,734人） 4. ラーゴウ＝メルツ（496人） 5. シュラウベタール（1,841人） 6. ジーディヒウム（1,520人） 6. アムト・シュプレーエンハーゲン（9,004人） 1. ゴーゼン＝ノイ・ツィッタウ（3,428人） 2. ラウエン（2,048人） 3. シュプレーエンハーゲン*（3,528人） |

## ナンバープレート
1994年1月1日以来、識別記号の「LOS」が割り当てられ、使用されている。
2000年頃までの旧郡時代には、特別なナンバーが与えられていた。
| 地域                                     | アルファベット | 数字     |
| ---------------------------------------- | -------------- | -------- |
| 旧ベースコウ郡                           | AからG         | 1から999 |
| 旧ベースコウ郡                           | AAからGZ       | 1から999 |
| 旧アイゼンヒュッテンシュタット＝ラント郡 | HからR         | 1から999 |
| 旧アイゼンヒュッテンシュタット＝ラント郡 | HAからRZ       | 1から999 |
| 旧フュルステンヴァルデ郡                 | SからZ         | 1から999 |
| 旧フュルステンヴァルデ郡                 | SBからZZ       | 1から999 |

1993年に廃止された識別記号「BSK」（ベースコウ）、「EH」（アイゼンヒュッテンシュタット）、「FW」（フュルステンヴァルデ）は、未だに再導入されていない。